# 1996 في منغوليا
فيما يلي قوائم الأحداث التي وقعت خلال عام 1996 في منغوليا.

## سياسة

### تعيين في المنصب
- 5 أكتوبر – نامبارين انخبايار Chairman of the Mongolian People's Party [الإنجليزية]‏.

## رياضة
- 1 يناير – الدوري المنغولي لكرة القدم 1996 الفائز نادي إركيم.

## مواليد

### أكتوبر
- 16 أكتوبر – إردينيباتين تسيندباتار ملاكم منغولي.